# 김학규 (가수)
김학규(1973년 5월 10일 ~ )는 대한민국의 음악그룹 노이즈의 전(前) 구성원이자 배우이다.

## 출연

### 영화
- 2007년 아들 - 수감자 역
- 2007년 권순분 여사 납치사건 - 갤로퍼 주인 역
- 2007년 최강 로맨스 - 재키 역 (특별출연)
- 2005년 미스터 소크라테스 - 오주태 역
- 2005년 혈의 누 - 번수 역
- 2004년 귀신이 산다 - 조선소 후배 역
- 2004년 아는 여자 - 13번 역
- 2004년 바람의 전설 - 꽃미남 역
- 2003년 불어라 봄바람 - 청년 신도 1 역
- 2002년 광복절 특사 - 학규 역
- 2002년 재밌는 영화 - 대원 1 역
- 2001년 신라의 달밤 - 군바리 역
- 1999년 주유소 습격 사건 - 양아치 2, 용가리 수하 역

## 앨범
- 1993년 <Sound Shock>
- 1994년 2집